# Giro d’Italia 2013
96. edycja wyścigu kolarskiego Giro d’Italia odbyła się w dniach 4-26 maja 2013. Liczył dwadzieścia jeden etapów, o łącznym dystansie 3405,3 km. Wyścig ten zaliczany był do rankingu światowego UCI World Tour 2013.

## Uczestnicy
Na starcie tego wyścigu stanęły 23 zawodowe ekipy, dziewiętnaście drużyn jeżdżących w UCI World Tour 2013 i cztery profesjonalne ekipy zaproszone przez organizatorów z tzw. "dziką kartą".
Z 1. numerem startowym wystartował w wyścigu zwycięzca z 2012 roku Kanadyjczyk Ryder Hesjedal z teamu Garmin-Sharp (nie ukończył wyścigu).
W wyścigu występowało trzech polskich kolarzy: ze 125. numerem startowym Przemysław Niemiec z Lampre-Merida (6. miejsce na mecie), ze 153. Michał Gołaś z Omega Pharma-Quick Step (62. miejsce) i ze 201. Rafał Majka z grupy Team Saxo-Tinkoff (7. miejsce na mecie w klasyfikacji generalnej).
| Numery  | Kod | Drużyna                      |
| ------- | --- | ---------------------------- |
| 1-9     | GRS | Garmin-Sharp                 |
| 11-19   | ALM | Ag2r-La Mondiale             |
| 21-29   | AND | Androni Giocattoli-Venezuela |
| 31-39   | AST | Astana Pro Team              |
| 41-49   | BAR | Bardiani Valvole-CSF Inox    |
| 51-59   | BLA | Blanco                       |
| 61-69   | BMC | BMC Racing Team              |
| 71-79   | CAN | Cannondale                   |
| 81-89   | COl | Colombia                     |
| 91-99   | EUS | Euskaltel-Euskadi            |
| 100-109 | FDJ | FDJ                          |
| 111-119 | KAT | Team Katusha                 |

| Numery  | Kod | Drużyna                   |
| ------- | --- | ------------------------- |
| 121-129 | LAM | Lampre-Merida             |
| 131-139 | LTB | Lotto-Belisol             |
| 141-149 | MOV | Movistar Team             |
| 151-159 | OPQ | Omega Pharma-Quick Step   |
| 161-169 | OGE | Orica-GreenEdge           |
| 171-179 | RLT | RadioShack-Leopard        |
| 181-189 | SKY | Sky Procycling            |
| 191-199 | ARG | Argos-Shimano             |
| 201-209 | TST | Team Saxo-Tinkoff         |
| 211-219 | VCD | Vacansoleil-DCM           |
| 221-229 | VIN | Vini Fantini-Selle Italia |

## Etapy
| Etap | Data    | Start – Meta                            | km            | Typ           | Zwycięzca etapu      | Lider            |               |
| ---- | ------- | --------------------------------------- | ------------- | ------------- | -------------------- | ---------------- | ------------- |
| 1.   | 4 maja  | Neapol – Neapol                         | 156           | Płaski        | Mark Cavendish       | Mark Cavendish   |               |
| 2.   | 5 maja  | Ischia – Forio                          | 17,4          | TTT           | Sky Procycling       | Salvatore Puccio |               |
| 3.   | 6 maja  | Sorrento – Ascea                        | 222           | Pagórkowaty   | Luca Paolini         | Luca Paolini     |               |
| 4.   | 7 maja  | Policastro Bussentino – Serra San Bruno | 246           | Pagórkowaty   | Enrico Battaglin     | Luca Paolini     |               |
| 5.   | 8 maja  | Cosenza – Matera                        | 203           | Płaski        | John Degenkolb       | Luca Paolini     |               |
| 6.   | 9 maja  | Mola di Bari – Margherita di Savoia     | 169           | Płaski        | Mark Cavendish       | Luca Paolini     |               |
| 7.   | 10 maja | San Salvo – Pescara                     | 177           | Pagórkowaty   | Adam Hansen          | Beñat Intxausti  |               |
| 8.   | 11 maja | Gabicce Mare – Saltara                  | 54,8          | ITT           | Alex Dowsett         | Vincenzo Nibali  |               |
| 9.   | 12 maja | Sansepolcro – Florencja                 | 181           | Pagórkowaty   | Maksim Bielkow       | Vincenzo Nibali  |               |
|      | 13 maja | Dzień przerwy                           | Dzień przerwy | Dzień przerwy | Dzień przerwy        | Dzień przerwy    | Dzień przerwy |
| 10.  | 14 maja | Cordenons – Altopiano del Montasio      | 167           | Górski        | Rigoberto Urán       | Vincenzo Nibali  |               |
| 11.  | 15 maja | Cave del Predil – Erto e Casso          | 182           | Pagórkowaty   | Ramūnas Navardauskas | Vincenzo Nibali  |               |
| 12.  | 16 maja | Longarone – Treviso                     | 127           | Płaski        | Mark Cavendish       | Vincenzo Nibali  |               |
| 13.  | 17 maja | Busseto – Cherasco                      | 254           | Płaski        | Mark Cavendish       | Vincenzo Nibali  |               |
| 14.  | 18 maja | Cervere – Bardonecchia                  | 168           | Górski        | Mauro Santambrogio   | Vincenzo Nibali  |               |
| 15.  | 19 maja | Cesana Torinese – Galibier              | 145           | Górski        | Giovanni Visconti    | Vincenzo Nibali  |               |
|      | 20 maja | Dzień przerwy                           | Dzień przerwy | Dzień przerwy | Dzień przerwy        | Dzień przerwy    | Dzień przerwy |
| 16.  | 21 maja | Valloire – Ivrea                        | 237           | Pagórkowaty   | Beñat Intxausti      | Vincenzo Nibali  |               |
| 17.  | 22 maja | Caravaggio – Vicenza                    | 214           | Płaski        | Giovanni Visconti    | Vincenzo Nibali  |               |
| 18.  | 23 maja | Mori – Polsa                            | 19,4          | ITT           | Vincenzo Nibali      | Vincenzo Nibali  |               |
| 19.  | 24 maja | Ponte di Legno – Val Martello           | 138           | Górski        | etap odwołany        | Vincenzo Nibali  |               |
| 20.  | 25 maja | Schlanders – Tre Cime di Lavaredo       | 202           | Górski        | Vincenzo Nibali      | Vincenzo Nibali  |               |
| 21.  | 26 maja | Riese Pio X – Brescia                   | 199           | Płaski        | Mark Cavendish       | Vincenzo Nibali  |               |

### Etap 1 – 04.05: Neapol – Neapol – 156 km
| #    | Zawodnik           | Zespół | Czas       |
| ---- | ------------------ | ------ | ---------- |
| 1.   | Mark Cavendish     | OPQ    | 2h 58' 38" |
| 2.   | Elia Viviani       | CAN    | + 0"       |
| 3.   | Nacer Bouhanni     | FDJ    | + 0"       |
|      |                    |        |            |
| 57.  | Rafał Majka        | TST    | + 0"       |
| 70.  | Michał Gołaś       | OPQ    | + 0"       |
| 123. | Przemysław Niemiec | LAM    | + 0"       |

| #    | Zawodnik           | Zespół | Czas       |
| ---- | ------------------ | ------ | ---------- |
| 1.   | Mark Cavendish     | OPQ    | 2h 58' 38" |
| 2.   | Elia Viviani       | CAN    | + 8"       |
| 3.   | Nacer Bouhanni     | FDJ    | + 12"      |
|      |                    |        |            |
| 57.  | Rafał Majka        | TST    | + 20"      |
| 70.  | Michał Gołaś       | OPQ    | + 20"      |
| 123. | Przemysław Niemiec | LAM    | + 20"      |

### Etap 2 – 05.05: Ischia – Forio – 17,4 km
| #  | Zespół          | Czas    |
| -- | --------------- | ------- |
| 1. | Sky Procycling  | 22' 05" |
| 2. | Movistar Team   | + 9"    |
| 3. | Astana Pro Team | + 14"   |

| #   | Zawodnik           | Zespół | Czas       |
| --- | ------------------ | ------ | ---------- |
| 1.  | Salvatore Puccio   | SKY    | 3h 20' 43" |
| 2.  | Bradley Wiggins    | SKY    | + 0"       |
| 3.  | Sergio Henao       | SKY    | + 0"       |
|     |                    |        |            |
| 27. | Przemysław Niemiec | LAM    | + 22"      |
| 72. | Rafał Majka        | TST    | + 43"      |
| 88. | Michał Gołaś       | OPQ    | + 48"      |

### Etap 3 – 06.05: Sorrento – Ascea – 222 km
| #   | Zawodnik           | Zespół | Czas       |
| --- | ------------------ | ------ | ---------- |
| 1.  | Luca Paolini       | KAT    | 5h 43' 50" |
| 2.  | Cadel Evans        | BMC    | + 16"      |
| 3.  | Ryder Hesjedal     | GRS    | + 16"      |
|     |                    |        |            |
| 25. | Michał Gołaś       | OPQ    | + 50"      |
| 29. | Rafał Majka        | TST    | + 50"      |
| 32. | Przemysław Niemiec | LAM    | + 1' 00"   |

| #   | Zawodnik           | Zespół | Czas       |
| --- | ------------------ | ------ | ---------- |
| 1.  | Luca Paolini       | KAT    | 9h 04' 32" |
| 2.  | Bradley Wiggins    | SKY    | + 17"      |
| 3.  | Rigoberto Urán     | SKY    | + 17"      |
|     |                    |        |            |
| 23. | Przemysław Niemiec | LAM    | + 1' 23"   |
| 26. | Rafał Majka        | TST    | + 1' 34"   |
| 28. | Michał Gołaś       | OPQ    | + 1' 39"   |

### Etap 4 – 07.05: Policastro Bussentino – Serra San Bruno – 246 km
| #   | Zawodnik           | Zespół | Czas       |
| --- | ------------------ | ------ | ---------- |
| 1.  | Enrico Battaglin   | BAR    | 6h 14' 19" |
| 2.  | Fabio Felline      | AND    | + 0"       |
| 3.  | Giovanni Visconti  | MOV    | + 0"       |
|     |                    |        |            |
| 21. | Michał Gołaś       | OPQ    | + 0"       |
| 26. | Przemysław Niemiec | LAM    | + 0"       |
| 30. | Rafał Majka        | TST    | + 0"       |

| #   | Zawodnik           | Zespół | Czas        |
| --- | ------------------ | ------ | ----------- |
| 1.  | Luca Paolini       | KAT    | 15h 18' 51" |
| 2.  | Rigoberto Urán     | SKY    | + 17"       |
| 3.  | Beñat Intxausti    | MOV    | + 26"       |
|     |                    |        |             |
| 22. | Przemysław Niemiec | LAM    | + 1' 23"    |
| 24. | Rafał Majka        | TST    | + 1' 34"    |
| 26. | Michał Gołaś       | OPQ    | + 1' 39"    |

### Etap 5 – 08.05: Cosenza – Matera – 203 km
| #   | Zawodnik           | Zespół | Czas       |
| --- | ------------------ | ------ | ---------- |
| 1.  | John Degenkolb     | ARG    | 4h 37' 38" |
| 2.  | Ángel Vicioso      | KAT    | + 0"       |
| 3.  | Paul Martens       | BLA    | + 0"       |
|     |                    |        |            |
| 11. | Michał Gołaś       | OPQ    | + 0"       |
| 17. | Rafał Majka        | TST    | + 0"       |
| 18. | Przemysław Niemiec | LAM    | + 0"       |

| #   | Zawodnik           | Zespół | Czas        |
| --- | ------------------ | ------ | ----------- |
| 1.  | Luca Paolini       | KAT    | 19h 56' 39" |
| 2.  | Rigoberto Urán     | SKY    | + 17"       |
| 3.  | Beñat Intxausti    | MOV    | + 26"       |
|     |                    |        |             |
| 22. | Przemysław Niemiec | LAM    | + 1' 23"    |
| 24. | Rafał Majka        | TST    | + 1' 34"    |
| 26. | Michał Gołaś       | OPQ    | + 1' 39"    |

### Etap 6 – 09.05: Mola di Bari – Margherita di Savoia – 169 km
| #    | Zawodnik           | Zespół | Czas       |
| ---- | ------------------ | ------ | ---------- |
| 1.   | Mark Cavendish     | OPQ    | 3h 56' 03" |
| 2.   | Elia Viviani       | CAN    | + 0"       |
| 3.   | Matthew Goss       | OGE    | + 0"       |
|      |                    |        |            |
| 38.  | Przemysław Niemiec | LAM    | + 0"       |
| 88.  | Rafał Majka        | TST    | + 0"       |
| 104. | Michał Gołaś       | OPQ    | + 0"       |

| #   | Zawodnik           | Zespół | Czas        |
| --- | ------------------ | ------ | ----------- |
| 1.  | Luca Paolini       | KAT    | 23h 52' 42" |
| 2.  | Rigoberto Urán     | SKY    | + 17"       |
| 3.  | Beñat Intxausti    | MOV    | + 26"       |
|     |                    |        |             |
| 21. | Przemysław Niemiec | LAM    | + 1' 23"    |
| 23. | Rafał Majka        | TST    | + 1' 34"    |
| 25. | Michał Gołaś       | OPQ    | + 1' 39"    |

### Etap 7 – 10.05: San Salvo – Pescara – 177 km
| #   | Zawodnik           | Zespół | Czas       |
| --- | ------------------ | ------ | ---------- |
| 1.  | Adam Hansen        | LTB    | 4h 35' 48" |
| 2.  | Enrico Battaglin   | BAR    | + 1' 07"   |
| 3.  | Danilo Di Luca     | VIN    | + 1' 07"   |
|     |                    |        |            |
| 18. | Rafał Majka        | TST    | + 1' 07"   |
| 21. | Przemysław Niemiec | LAM    | + 1' 07"   |
| 32. | Michał Gołaś       | OPQ    | + 1' 49"   |

| #   | Zawodnik           | Zespół | Czas        |
| --- | ------------------ | ------ | ----------- |
| 1.  | Beñat Intxausti    | MOV    | 28h 30' 04" |
| 2.  | Vincenzo Nibali    | AST    | + 5"        |
| 3.  | Ryder Hesjedal     | GRS    | + 8"        |
|     |                    |        |             |
| 14. | Przemysław Niemiec | LAM    | + 57"       |
| 19. | Rafał Majka        | TST    | + 1' 08"    |
| 27. | Michał Gołaś       | OPQ    | + 1' 55"    |

### Etap 8 – 11.05: Gabicce Mare – Saltara  – 54,8 km
| #   | Zawodnik           | Zespół | Czas       |
| --- | ------------------ | ------ | ---------- |
| 1.  | Alex Dowsett       | MOV    | 1h 16' 27" |
| 2.  | Bradley Wiggins    | SKY    | + 10"      |
| 3.  | Tanel Kangert      | AST    | + 14"      |
|     |                    |        |            |
| 16. | Przemysław Niemiec | LAM    | + 2' 13"   |
| 31. | Rafał Majka        | TST    | + 3' 27"   |
| 58. | Michał Gołaś       | OPQ    | + 4' 53"   |

| #   | Zawodnik           | Zespół | Czas        |
| --- | ------------------ | ------ | ----------- |
| 1.  | Vincenzo Nibali    | AST    | 29h 46' 57" |
| 2.  | Cadel Evans        | BMC    | + 29"       |
| 3.  | Robert Gesink      | BLA    | + 1' 15"    |
|     |                    |        |             |
| 9.  | Przemysław Niemiec | LAM    | + 2' 44"    |
| 17. | Rafał Majka        | TST    | + 4' 09"    |
| 29. | Michał Gołaś       | OPQ    | + 6' 22"    |

### Etap 9 – 12.05: Sansepolcro – Florencja  – 170 km
| #   | Zawodnik           | Zespół | Czas       |
| --- | ------------------ | ------ | ---------- |
| 1.  | Maksim Bielkow     | KAT    | 4h 31' 31" |
| 2.  | Carlos Betancur    | ALM    | + 44"      |
| 3.  | Jarlinson Pantano  | COI    | + 46"      |
|     |                    |        |            |
| 11. | Przemysław Niemiec | LAM    | + 1' 03"   |
| 20. | Rafał Majka        | TST    | + 1' 03"   |
| 41. | Michał Gołaś       | OPQ    | + 1' 39"   |

| #   | Zawodnik           | Zespół | Czas        |
| --- | ------------------ | ------ | ----------- |
| 1.  | Vincenzo Nibali    | AST    | 34h 19' 31" |
| 2.  | Cadel Evans        | BMC    | + 29"       |
| 3.  | Robert Gesink      | BLA    | + 1' 15"    |
|     |                    |        |             |
| 8.  | Przemysław Niemiec | LAM    | + 2' 44"    |
| 16. | Rafał Majka        | TST    | + 4' 09"    |
| 29. | Michał Gołaś       | OPQ    | + 6' 58"    |

### Etap 10 – 14.05: Cordenons – Altopiano del Montasio  – 167 km
| #   | Zawodnik           | Zespół | Czas       |
| --- | ------------------ | ------ | ---------- |
| 1.  | Rigoberto Urán     | SKY    | 4h 37' 42" |
| 2.  | Carlos Betancur    | ALM    | + 20"      |
| 3.  | Vincenzo Nibali    | AST    | + 31"      |
|     |                    |        |            |
| 6.  | Rafał Majka        | TST    | + 31"      |
| 11. | Przemysław Niemiec | LAM    | + 1' 10"   |
| 126 | Michał Gołaś       | OPQ    | + 23' 34"  |

| #   | Zawodnik           | Zespół | Czas        |
| --- | ------------------ | ------ | ----------- |
| 1.  | Vincenzo Nibali    | AST    | 38h 57' 32" |
| 2.  | Cadel Evans        | BMC    | + 41"       |
| 3.  | Rigoberto Urán     | SKY    | + 2' 04"    |
|     |                    |        |             |
| 8.  | Przemysław Niemiec | LAM    | + 3' 35"    |
| 10. | Rafał Majka        | TST    | + 4' 21"    |
| 40  | Michał Gołaś       | OPQ    | + 30' 13"   |

### Etap 11 – 15.05: Cave del Predil – Erto e Casso  – 182 km
| #    | Zawodnik             | Zespół | Czas       |
| ---- | -------------------- | ------ | ---------- |
| 1.   | Ramūnas Navardauskas | GRS    | 4h 23' 14" |
| 2.   | Daniel Oss           | BMC    | + 1' 07"   |
| 3.   | Stefano Pirazzi      | BAR    | + 2' 59"   |
|      |                      |        |            |
| 27.  | Przemysław Niemiec   | LAM    | + 5' 41"   |
| 37.  | Rafał Majka          | TST    | + 5' 41"   |
| 124. | Michał Gołaś         | OPQ    | + 13' 35"  |

| #   | Zawodnik           | Zespół | Czas        |
| --- | ------------------ | ------ | ----------- |
| 1.  | Vincenzo Nibali    | AST    | 43h 26' 27" |
| 2.  | Cadel Evans        | BMC    | + 41"       |
| 3.  | Rigoberto Urán     | SKY    | + 2' 04"    |
|     |                    |        |             |
| 8.  | Przemysław Niemiec | LAM    | + 3' 35"    |
| 11. | Rafał Majka        | TST    | + 4' 21"    |
| 44. | Michał Gołaś       | OPQ    | + 38' 07"   |

### Etap 12 – 16.05: Longarone – Treviso  – 134 km
| #   | Zawodnik           | Zespół | Czas       |
| --- | ------------------ | ------ | ---------- |
| 1.  | Mark Cavendish     | OPQ    | 3h 01' 47" |
| 2.  | Nacer Bouhanni     | FDJ    | + 0"       |
| 3.  | Luka Mezgec        | ARG    | + 0"       |
|     |                    |        |            |
| 27. | Rafał Majka        | TST    | + 0"       |
| 81. | Przemysław Niemiec | LAM    | + 0"       |
| 96. | Michał Gołaś       | OPQ    | + 0"       |

| #   | Zawodnik           | Zespół | Czas        |
| --- | ------------------ | ------ | ----------- |
| 1.  | Vincenzo Nibali    | AST    | 46h 28' 14" |
| 2.  | Cadel Evans        | BMC    | + 41"       |
| 3.  | Rigoberto Urán     | SKY    | + 2' 04"    |
|     |                    |        |             |
| 7.  | Przemysław Niemiec | LAM    | + 3' 35"    |
| 10. | Rafał Majka        | TST    | + 4' 21"    |
| 42. | Michał Gołaś       | OPQ    | + 38' 07"   |

### Etap 13 – 17.05: Busseto – Cherasco – 254 km
| #   | Zawodnik           | Zespół | Czas       |
| --- | ------------------ | ------ | ---------- |
| 1.  | Mark Cavendish     | OPQ    | 6h 09' 55" |
| 2.  | Giacomo Nizzolo    | RLT    | + 0"       |
| 3.  | Luka Mezgec        | ARG    | + 0"       |
|     |                    |        |            |
| 32. | Rafał Majka        | TST    | + 0"       |
| 36. | Przemysław Niemiec | LAM    | + 0"       |
| 88. | Michał Gołaś       | OPQ    | + 20"      |

| #   | Zawodnik           | Zespół | Czas        |
| --- | ------------------ | ------ | ----------- |
| 1.  | Vincenzo Nibali    | AST    | 52h 38' 09" |
| 2.  | Cadel Evans        | BMC    | + 41"       |
| 3.  | Rigoberto Urán     | SKY    | + 2' 04"    |
|     |                    |        |             |
| 7.  | Przemysław Niemiec | LAM    | + 3' 35"    |
| 10. | Rafał Majka        | TST    | + 4' 21"    |
| 40. | Michał Gołaś       | OPQ    | + 38' 27"   |

### Etap 14 – 18.05: Cervere – Bardonecchia  – 168 km
| #    | Zawodnik           | Zespół | Czas       |
| ---- | ------------------ | ------ | ---------- |
| 1.   | Mauro Santambrogio | VIN    | 4h 42' 55" |
| 2.   | Vincenzo Nibali    | AST    | + 0"       |
| 3.   | Carlos Betancur    | ALM    | + 9"       |
|      |                    |        |            |
| 11.  | Rafał Majka        | TST    | + 59"      |
| 15.  | Przemysław Niemiec | LAM    | + 1' 08"   |
| 165. | Michał Gołaś       | OPQ    | + 22' 31"  |

| #   | Zawodnik           | Zespół | Czas         |
| --- | ------------------ | ------ | ------------ |
| 1.  | Vincenzo Nibali    | AST    | 57h 20' 52"  |
| 2.  | Cadel Evans        | BMC    | + 1' 26"     |
| 3.  | Rigoberto Urán     | SKY    | + 2' 46"     |
|     |                    |        |              |
| 6.  | Przemysław Niemiec | LAM    | + 4' 55"     |
| 8.  | Rafał Majka        | TST    | + 5' 32"     |
| 49. | Michał Gołaś       | OPQ    | + 1h 01' 10" |

### Etap 15 – 19.05: Cesana Torinese –  Galibier  – 145 km
| #    | Zawodnik           | Zespół | Czas       |
| ---- | ------------------ | ------ | ---------- |
| 1.   | Giovanni Visconti  | MOV    | 4h 40' 48" |
| 2.   | Carlos Betancur    | ALM    | + 42"      |
| 3.   | Przemysław Niemiec | LAM    | + 42"      |
| 4.   | Rafał Majka        | TST    | + 42"      |
|      |                    |        |            |
| 115. | Michał Gołaś       | OPQ    | + 27' 54"  |

| #   | Zawodnik           | Zespół | Czas         |
| --- | ------------------ | ------ | ------------ |
| 1.  | Vincenzo Nibali    | AST    | 62h 02' 34"  |
| 2.  | Cadel Evans        | BMC    | + 1' 26"     |
| 3.  | Rigoberto Urán     | SKY    | + 2' 46"     |
|     |                    |        |              |
| 6.  | Przemysław Niemiec | LAM    | + 4' 35"     |
| 8.  | Rafał Majka        | TST    | + 5' 20"     |
| 62. | Michał Gołaś       | OPQ    | + 1h 28' 10" |

### Etap 16 – 21.05: Valloire – Ivrea  – 236 km
| #   | Zawodnik           | Zespół | Czas       |
| --- | ------------------ | ------ | ---------- |
| 1.  | Beñat Intxausti    | MOV    | 5h 52' 48" |
| 2.  | Tanel Kangert      | AST    | + 0"       |
| 3.  | Przemysław Niemiec | LAM    | + 0"       |
|     |                    |        |            |
| 8.  | Rafał Majka        | TST    | + 14"      |
| 52. | Michał Gołaś       | OPQ    | + 4'01"    |

| #   | Zawodnik           | Zespół | Czas        |
| --- | ------------------ | ------ | ----------- |
| 1.  | Vincenzo Nibali    | AST    | 67h 55' 36" |
| 2.  | Cadel Evans        | BMC    | + 1' 26"    |
| 3.  | Rigoberto Urán     | SKY    | + 2' 46"    |
|     |                    |        |             |
| 5.  | Przemysław Niemiec | LAM    | + 4' 13"    |
| 8.  | Rafał Majka        | TST    | + 5' 20"    |
| 60. | Michał Gołaś       | OPQ    | + 1h31'57"  |

### Etap 17 – 22.05: Caravaggio – Vicenza  – 214 km
| #   | Zawodnik             | Zespół | Czas       |
| --- | -------------------- | ------ | ---------- |
| 1.  | Giovanni Visconti    | MOV    | 5h 15' 34" |
| 2.  | Ramūnas Navardauskas | GRS    | + 19"      |
| 3.  | Luka Mezgec          | ARG    | + 19"      |
|     |                      |        |            |
| 12. | Rafał Majka          | TST    | + 19"      |
| 26. | Przemysław Niemiec   | LAM    | + 19"      |
| 67. | Michał Gołaś         | OPQ    | + 1' 37"   |

| #  | Zawodnik           | Zespół | Czas         |
| -- | ------------------ | ------ | ------------ |
| 1. | Vincenzo Nibali    | AST    | 73h 11' 29"  |
| 2. | Cadel Evans        | BMC    | + 1' 26"     |
| 3. | Rigoberto Urán     | SKY    | + 2' 46"     |
|    |                    |        |              |
| 5. | Przemysław Niemiec | LAM    | + 4' 13"     |
| 8. | Rafał Majka        | TST    | + 5' 20"     |
| 58 | Michał Gołaś       | OPQ    | + 1h 33' 15" |

### Etap 18 – 23.05: Mori – Polsa  – 20,6 km
| #    | Zawodnik           | Zespół | Czas     |
| ---- | ------------------ | ------ | -------- |
| 1.   | Vincenzo Nibali    | AST    | 44' 29"  |
| 2.   | Samuel Sánchez     | EUS    | + 58"    |
| 3.   | Damiano Caruso     | CAN    | + 1' 20" |
|      |                    |        |          |
| 5.   | Rafał Majka        | TST    | + 1' 25" |
| 12.  | Przemysław Niemiec | LAM    | + 1' 56" |
| 147. | Michał Gołaś       | OPQ    | + 7' 22" |

| #   | Zawodnik           | Zespół | Czas         |
| --- | ------------------ | ------ | ------------ |
| 1.  | Vincenzo Nibali    | AST    | 73h 55' 58"  |
| 2.  | Cadel Evans        | BMC    | + 4' 02"     |
| 3.  | Rigoberto Urán     | SKY    | + 4' 12"     |
|     |                    |        |              |
| 5.  | Przemysław Niemiec | LAM    | + 6' 09"     |
| 6.  | Rafał Majka        | TST    | + 6' 45"     |
| 60. | Michał Gołaś       | OPQ    | + 1h 40' 37" |

### Etap 19 – 24.05: Ponte di Legno – Val Martello – 138 km
| #                                                           | Zawodnik | Zespół | Czas |
| ----------------------------------------------------------- | -------- | ------ | ---- |
| Etap odwołany z powodu złej pogody (opady śniegu) na trasie |          |        |      |

| #   | Zawodnik           | Zespół | Czas         |
| --- | ------------------ | ------ | ------------ |
| 1.  | Vincenzo Nibali    | AST    | 73h 55' 58"  |
| 2.  | Cadel Evans        | BMC    | + 4' 02"     |
| 3.  | Rigoberto Urán     | SKY    | + 4' 12"     |
|     |                    |        |              |
| 5.  | Przemysław Niemiec | LAM    | + 6' 09"     |
| 6.  | Rafał Majka        | TST    | + 6' 45"     |
| 60. | Michał Gołaś       | OPQ    | + 1h 40' 37" |

### Etap 20 – 25.05: Schlanders – Tre Cime di Lavaredo – 211 km
| #    | Zawodnik           | Zespół | Czas       |
| ---- | ------------------ | ------ | ---------- |
| 1.   | Vincenzo Nibali    | AST    | 5h 27' 41" |
| 2.   | Fabio Duarte       | COL    | + 17"      |
| 3.   | Rigoberto Urán     | SKY    | + 19"      |
|      |                    |        |            |
| 10.  | Rafał Majka        | TST    | + 01' 04"  |
| 12.  | Przemysław Niemiec | LAM    | + 01' 14"  |
| 149. | Michał Gołaś       | OPQ    | + 20' 18"  |

| #   | Zawodnik           | Zespół | Czas        |
| --- | ------------------ | ------ | ----------- |
| 1.  | Vincenzo Nibali    | AST    | 79h 23' 19" |
| 2.  | Rigoberto Urán     | SKY    | + 4' 43"    |
| 3.  | Cadel Evans        | BMC    | + 5' 52"    |
|     |                    |        |             |
| 6.  | Przemysław Niemiec | LAM    | + 7' 43"    |
| 7.  | Rafał Majka        | TST    | + 8' 09"    |
| 62. | Michał Gołaś       | OPQ    | 2h 01' 15"  |

### Etap 21 – 26.05: Riese Pio X – Brescia – 199 km
| #    | Zawodnik           | Zespół | Czas       |
| ---- | ------------------ | ------ | ---------- |
| 1.   | Mark Cavendish     | OPQ    | 5h 30' 09" |
| 2.   | Sacha Modolo       | BAR    | + 0"       |
| 3.   | Elia Viviani       | CAN    | + 0"       |
|      |                    |        |            |
| 33.  | Rafał Majka        | TST    | + 0"       |
| 40.  | Przemysław Niemiec | LAM    | + 0"       |
| 142. | Michał Gołaś       | OPQ    | + 1' 51"   |

| #   | Zawodnik           | Zespół | Czas        |
| --- | ------------------ | ------ | ----------- |
| 1.  | Vincenzo Nibali    | AST    | 84h 53′ 28″ |
| 2.  | Rigoberto Urán     | SKY    | + 4' 43"    |
| 3.  | Cadel Evans        | BMC    | + 5' 52"    |
|     |                    |        |             |
| 6.  | Przemysław Niemiec | LAM    | + 7' 43"    |
| 7.  | Rafał Majka        | TST    | + 8' 09"    |
| 62. | Michał Gołaś       | OPQ    | 2h 03' 06"  |

## Posiadacze koszulek po poszczególnych etapach
| Etap                 | Zwycięzca            | Generalna Maglia rosa | Górska Maglia azzurra | Punktowa Maglia rossa | Młodzieżowa Maglia bianca | Trofeo Fast Team | Trofeo Super Team |
| -------------------- | -------------------- | --------------------- | --------------------- | --------------------- | ------------------------- | ---------------- | ----------------- |
| 1                    | Mark Cavendish       | Mark Cavendish        | Giovanni Visconti     | Mark Cavendish        | Elia Viviani              | Orica-GreenEdge  | Orica-GreenEdge   |
| 2                    | Sky Procycling       | Salvatore Puccio      | Giovanni Visconti     | Mark Cavendish        | Salvatore Puccio          | Sky Procycling   | Orica-GreenEdge   |
| 3                    | Luca Paolini         | Luca Paolini          | Willem Wauters        | Luca Paolini          | Fabio Aru                 | Team Katusha     | Team Katusha      |
| 4                    | Enrico Battaglin     | Luca Paolini          | Giovanni Visconti     | Luca Paolini          | Fabio Aru                 | Team Katusha     | Team Katusha      |
| 5                    | John Degenkolb       | Luca Paolini          | Giovanni Visconti     | Luca Paolini          | Fabio Aru                 | Team Katusha     | Team Katusha      |
| 6                    | Mark Cavendish       | Luca Paolini          | Giovanni Visconti     | Mark Cavendish        | Fabio Aru                 | Team Katusha     | Team Katusha      |
| 7                    | Adam Hansen          | Beñat Intxausti       | Giovanni Visconti     | Mark Cavendish        | Rafał Majka               | Team Katusha     | Team Katusha      |
| 8                    | Alex Dowsett         | Vincenzo Nibali       | Giovanni Visconti     | Mark Cavendish        | Wilco Kelderman           | Astana Pro Team  | Movistar Team     |
| 9                    | Maksim Bielkow       | Vincenzo Nibali       | Stefano Pirazzi       | Cadel Evans           | Wilco Kelderman           | Blanco           | BMC Racing Team   |
| 10                   | Rigoberto Urán       | Vincenzo Nibali       | Stefano Pirazzi       | Cadel Evans           | Rafał Majka               | Sky Procycling   | Sky Procycling    |
| 11                   | Ramūnas Navardauskas | Vincenzo Nibali       | Stefano Pirazzi       | Cadel Evans           | Rafał Majka               | Sky Procycling   | Sky Procycling    |
| 12                   | Mark Cavendish       | Vincenzo Nibali       | Stefano Pirazzi       | Mark Cavendish        | Rafał Majka               | Sky Procycling   | Sky Procycling    |
| 13                   | Mark Cavendish       | Vincenzo Nibali       | Stefano Pirazzi       | Mark Cavendish        | Rafał Majka               | Sky Procycling   | Sky Procycling    |
| 14                   | Mauro Santambrogio   | Vincenzo Nibali       | Stefano Pirazzi       | Mark Cavendish        | Rafał Majka               | Sky Procycling   | Sky Procycling    |
| 15                   | Giovanni Visconti    | Vincenzo Nibali       | Stefano Pirazzi       | Mark Cavendish        | Carlos Betancur           | Sky Procycling   | Sky Procycling    |
| 16                   | Beñat Intxausti      | Vincenzo Nibali       | Stefano Pirazzi       | Mark Cavendish        | Carlos Betancur           | Sky Procycling   | Movistar Team     |
| 17                   | Giovanni Visconti    | Vincenzo Nibali       | Stefano Pirazzi       | Mark Cavendish        | Carlos Betancur           | Sky Procycling   | Movistar Team     |
| 18                   | Vincenzo Nibali      | Vincenzo Nibali       | Stefano Pirazzi       | Mark Cavendish        | Rafał Majka               | Sky Procycling   | Sky Procycling    |
| 19                   | Etap odwołany        | Vincenzo Nibali       | Stefano Pirazzi       | Mark Cavendish        | Rafał Majka               | Sky Procycling   | Sky Procycling    |
| 20                   | Vincenzo Nibali      | Vincenzo Nibali       | Stefano Pirazzi       | Vincenzo Nibali       | Carlos Betancur           | Sky Procycling   | Sky Procycling    |
| 21                   | Mark Cavendish       | Vincenzo Nibali       | Stefano Pirazzi       | Mark Cavendish        | Carlos Betancur           | Sky Procycling   | Movistar Team     |
| Klasyfikacja końcowa | Klasyfikacja końcowa | Vincenzo Nibali       | Stefano Pirazzi       | Mark Cavendish        | Carlos Betancur           | Sky Procycling   | Movistar Team     |

## Klasyfikacje końcowe

### Klasyfikacja generalna
|    | Zawodnik           | Zespół                    | Czas         |
| -- | ------------------ | ------------------------- | ------------ |
| 1  | Vincenzo Nibali    | Astana Pro Team           | 84h 53′ 28″  |
| 2  | Rigoberto Urán     | Sky Procycling            | + 4' 43"     |
| 3  | Cadel Evans        | BMC Racing Team           | + 5' 52"     |
| 4  | Michele Scarponi   | Lampre-Merida             | + 6' 48"     |
| 5  | Carlos Betancur    | Ag2r-La Mondiale          | + 7' 28"     |
| 6  | Przemysław Niemiec | Lampre-Merida             | + 7' 43"     |
| 7  | Rafał Majka        | Team Saxo-Tinkoff         | + 8' 09"     |
| 8  | Beñat Intxausti    | Movistar Team             | + 10' 26"    |
| 9  | Mauro Santambrogio | Vini Fantini-Selle Italia | + 10' 32"    |
| 10 | Domenico Pozzovivo | Ag2r-La Mondiale          | + 10' 59"    |
|    |                    |                           |              |
| 62 | Michał Gołaś       | Omega Pharma-Quick Step   | + 2h 03' 06" |

|    | Zawodnik             | Zespół                    | Punkty |
| -- | -------------------- | ------------------------- | ------ |
| 1  | Mark Cavendish       | Sky Procycling            | 158    |
| 2  | Vincenzo Nibali      | Astana Pro Team           | 128    |
| 3  | Cadel Evans          | BMC Racing Team           | 111    |
| 4  | Carlos Betancur      | Ag2r-La Mondiale          | 108    |
| 5  | Giovanni Visconti    | Movistar Team             | 105    |
| 6  | Rigoberto Urán       | Sky Procycling            | 102    |
| 7  | Mauro Santambrogio   | Vini Fantini-Selle Italia | 89     |
| 8  | Elia Viviani         | Cannondale                | 88     |
| 9  | Giacomo Nizzolo      | RadioShack-Leopard        | 75     |
| 10 | Ramūnas Navardauskas | Garmin-Sharp              | 65     |
|    |                      |                           |        |
| 11 | Rafał Majka          | Team Saxo-Tinkoff         | 62     |
| 15 | Przemysław Niemiec   | Lampre-Merida             | 53     |
| 71 | Michał Gołaś         | Omega Pharma-Quick Step   | 11     |

|    | Zawodnik           | Zespół                       | Punkty |
| -- | ------------------ | ---------------------------- | ------ |
| 1  | Stefano Pirazzi    | Bardiani Valvole-CSF Inox    | 82     |
| 2  | Giovanni Visconti  | Movistar Team                | 45     |
| 3  | Vincenzo Nibali    | Astana Pro Team              | 45     |
| 4  | Jackson Rodríguez  | Androni Giocattoli-Venezuela | 41     |
| 5  | Carlos Betancur    | Ag2r-La Mondiale             | 37     |
| 6  | Robinson Chalapud  | Colombia                     | 31     |
| 7  | Rigoberto Urán     | Sky Procycling               | 26     |
| 8  | Mauro Santambrogio | Vini Fantini-Selle Italia    | 18     |
| 9  | Fabio Duarte       | Colombia                     | 17     |
| 10 | Pieter Weening     | Orica-GreenEdge              | 14     |
|    |                    |                              |        |
| 20 | Rafał Majka        | Team Saxo-Tinkoff            | 7      |
| 26 | Przemysław Niemiec | Lampre-Merida                | 5      |

|    | Zawodnik                   | Zespół                       | Czas         |
| -- | -------------------------- | ---------------------------- | ------------ |
| 1  | Carlos Betancur            | Ag2r-La Mondiale             | 85h 00′ 56″  |
| 2  | Rafał Majka                | Team Saxo-Tinkoff            | + 41"        |
| 3  | Wilco Kelderman            | Blanco                       | + 12' 50"    |
| 4  | Darwin Atapuma             | Colombia                     | + 21' 28"    |
| 5  | Diego Rosa                 | Androni Giocattoli-Venezuela | + 32' 55"    |
| 6  | Fabio Aru                  | Astana Pro Team              | + 1h 17' 25" |
| 7  | Fabio Felline              | Androni Giocattoli-Venezuela | + 1h 23' 31" |
| 8  | Jarlinson Pantano          | Colombia                     | + 1h 28' 09" |
| 9  | Thomas Damuseau            | Argos-Shimano                | + 1h 35' 26" |
| 10 | Francesco Manuel Bongiorno | Bardiani Valvole-CSF Inox    | + 2h 04' 36" |

|    | Zespół                       | Czas         |
| -- | ---------------------------- | ------------ |
| 1  | Sky Procycling               | 254h 34′ 25″ |
| 2  | Astana Pro Team              | + 4' 29"     |
| 3  | Movistar Team                | + 7' 27"     |
| 4  | Lampre-Merida                | + 10' 35"    |
| 5  | Blanco                       | + 15' 58"    |
| 6  | Ag2r-La Mondiale             | + 24' 59"    |
| 7  | Androni Giocattoli-Venezuela | + 39' 16"    |
| 8  | Euskaltel-Euskadi            | + 55' 42"    |
| 9  | BMC Racing Team              | + 1h 03' 24" |
| 10 | Team Katusha                 | + 1h 08' 43" |

|    | \| \| Zespół \| Punkty \| \| -- \| ------------------------- \| ------ \| \| 1 \| Movistar Team \| 281 \| \| 2 \| Sky Procycling \| 276 \| \| 3 \| Ag2r-La Mondiale \| 273 \| \| 4 \| Lampre-Merida \| 268 \| \| 5 \| Astana Pro Team \| 265 \| \| 6 \| BMC Racing Team \| 232 \| \| 7 \| Team Katusha \| 196 \| \| 8 \| Vini Fantini-Selle Italia \| 195 \| \| 9 \| RadioShack-Leopard \| 194 \| \| 10 \| Bardiani Valvole-CSF Inox \| 181 \| |        |
|    | Zespół | Punkty |
| 1  | Movistar Team | 281    |
| 2  | Sky Procycling | 276    |
| 3  | Ag2r-La Mondiale | 273    |
| 4  | Lampre-Merida | 268    |
| 5  | Astana Pro Team | 265    |
| 6  | BMC Racing Team | 232    |
| 7  | Team Katusha | 196    |
| 8  | Vini Fantini-Selle Italia | 195    |
| 9  | RadioShack-Leopard | 194    |
| 10 | Bardiani Valvole-CSF Inox | 181    |